# Дженна Сатіва
Дженна Sativa (англ. Jenna Sativa, (12 листопада 1992 , Каліфорнія )) — американська порноакторка і еротична модель.

## Біографія
Народилася в листопаді 1992 року в штаті Каліфорнія. Має бразильські і кубинські корені. Про раннє життя відомо мало. Під час інтерв'ю для журналу LA VOIX DU X назвала себе лесбійкою з дитинства.

### Порноіндустрія
У порноіндустрію потрапила 2014 році, у віці 22 років, на кастингу компанії Spiegler Girls, яка зробила її перші зйомки.
Знімалася з такими порностудіями, як Evil Angel, Twistys, Elegant Angel, Girlsway, New Sensations, Mile High, Girlfriends Films, Sweetheart Video, Filly Films, Reality Kings, Erotica X, Adam &amp; Eve, Brazzers, Wicked Pictures і Penthouse.
У травні 2015 року стала дівчиною місяця порносайту Girlsway. У квітні 2016 року була названа Penthouse Pet місяця журналом Penthouse.
У 2016 році була представлена на AVN Awards в номінації «лесбійська виконавиця» та у 2017 перемогла в цій номінації. В аналогічній категорії на премії XBIZ Award також була номінована в 2016 році і виграла в 2017-м.
У 2017 році на AVN Awards також була представлена ще в трьох номінаціях: «найкраще сольне виконання» за Women by Julia Ann; «найкраща лесбійська сцена» за No Man's Land: Raunchy Roommates 2; «найкраща групова лесбійська сцена» за Pretty Little Bitches.
У 2017 році була обрана Penthouse Pet року.
Дженна Сатіва знімає лише лесбійські сцени. Вона називає себе «королевою кунілінгусу».
Знялася в понад 230 порнофільмах.

## Вибрана фільмографія
- A Girlsway Girl Story[15],
- Bad Girls Boot Camp[16],
- Coming Together[17],
- Fetish Fanatic 20[18],
- It's A Sister Thing![19],
- Lesbian Stepmother[20],
- Massage Class Secrets[21],
- My wife's First Girlfriend[22],
- Play With My Pussy[23],
- Senator's Speech[24],
- Swingers Getaway[25],,
- Teen Lesbian Fantasies[26].

## Премії і номінації
| Рік  | Церемонія                   | Результат | Номінація                                        | Робота                             |
| ---- | --------------------------- | --------- | ------------------------------------------------ | ---------------------------------- |
| 2016 | AVN Awards                  | Номінація | Лесбійська виконавиця року                       | Н/Д                                |
| 2016 | AVN Awards                  | Номінація | Приз глядацьких симпатій: найгарячіша дебютантка | Н/Д                                |
| 2016 | Spank Bank Awards           | Номінація | Порно Кохана Америки                             | Н/Д                                |
| 2016 | Spank Bank Awards           | Номінація | Eating Pussy Princess of the Year                | Н/Д                                |
| 2016 | Spank Bank Awards           | Номінація | Webcam Girl року                                 | Н/Д                                |
| 2016 | XRCO Award                  | Номінація | Краща лесбійська виконавиця                      | Н/Д                                |
| 2016 | XBIZ Award                  | Номінація | Лесбійська виконавиця року                       | Н/Д                                |
| 2017 | AVN Awards                  | Перемога  | Лесбійська виконавиця року                       | Н/Д                                |
| 2017 | AVN Awards                  | Номінація | Краще сольне виконання                           | Women by Julia Ann                 |
| 2017 | AVN Awards                  | Номінація | Краща лесбійська секс-сцена                      | No man's Land: Raunchy Roommates 2 |
| 2017 | AVN Awards                  | Номінація | Краща групова лесбійська сцена                   | Pretty Little Bitches              |
| 2017 | AVN Awards                  | Номінація | Приз глядацьких симпатій: улюблена акторка       | Н/Д                                |
| 2017 | Spank Bank Awards           | Номінація | Мастурбатор року                                 | Н/Д                                |
| 2017 | Spank Bank Awards           | Номінація | Кицька року                                      | Н/Д                                |
| 2017 | Spank Bank Awards           | Перемога  | Королева кунілінгусу                             | Н/Д                                |
| 2017 | Spank Bank Awards           | Номінація | Snapchat Sweetheart of the Year                  | Н/Д                                |
| 2017 | Spank Bank Awards           | Номінація | Порно Кохана Америки                             | Н/Д                                |
| 2017 | Spank Bank Awards Technical | Перемога  | Most Delightful Vagaholic                        | Н/Д                                |
| 2017 | XBIZ Award                  | Перемога  | Лесбійська виконавиця року                       | Н/Д                                |
| 2017 | XRCO Award                  | Номінація | Краща лесбійська виконавиця                      | Н/Д                                |
| 2018 | AVN Awards                  | Перемога  | Лесбійська виконавиця року                       | Н/Д                                |
| 2018 | AVN Awards                  | Номінація | Краща лесбійська секс-сцена                      | Erotic Encounters 2                |
| 2018 | AVN Awards                  | Номінація | Краща групова лесбійська сцена                   | Tori Black is Back                 |
| 2018 | AVN Awards                  | Номінація | Краще сольне виконання                           | Women by Julia Ann                 |
| 2018 | AVN Awards                  | Номінація | Приз глядацьких симпатій: улюблена акторка       | Н/Д                                |
| 2018 | Spank Bank Awards           | Номінація | Порно Кохана Америки                             | Н/Д                                |
| 2018 | Spank Bank Awards           | Номінація | Найталановитіша мова                             | Н/Д                                |
| 2018 | Spank Bank Awards           | Номінація | Королева кунілінгусу                             | Н/Д                                |
| 2018 | Spank Bank Awards Technical | Перемога  | The Whisperer Vagina                             | Н/Д                                |
| 2018 | XBIZ Award                  | Номінація | Лесбійська виконавиця року                       | Н/Д                                |
| 2018 | XBIZ Award                  | Номінація | Краща сцена сексу в лесбійському фільмі          | Angela Loves Women 3               |